# Lumala Abdu
Lumala Abdu (Kataba, 21 luglio 1997) è un calciatore ugandese, attaccante del Gokulam Kerala e della nazionale ugandese.

## Carriera

### Club
Ha giocato nella prima divisione svedese ed in quella egiziana.

### Nazionale
Nel 2019 viene convocato con la nazionale ugandese per la Coppa d'Africa.